# José Luis Vilela de Acuña
José Luis Vilela de Acuña (La Habana, 19 de marzo de 1953) es un Maestro Internacional de ajedrez y entrenador cubano.

## Resultados destacados en competición
Ganó una vez el Campeonato de Cuba de ajedrez, en 1977 empatado con los jugadores Gerardo Lebredo y Jesús Nogueiras.
Participó representando a Cuba en dos Olimpíadas de ajedrez en 1978 y 1982.

## Libros Publicados
Ha escrito la colección de libros Ajedrez para todos, editorial Balagium Editors, año 2010, junto a Jordi Prió Burgués.
Formada por seis volúmenes Iniciación 1, Iniciación 2, Intermedio 3, Intermedio 4, Avanzado 5, Avanzado 6.